# Growing Up (album của IU)
Growing Up là album phòng thu tiếng Hàn đầu tiên của ca sĩ-nhạc sĩ và diễn viên Hàn Quốc IU. Được phát hành vào ngày 23 tháng 4 năm 2009, như là một phần tiếp theo của mini album debutLost and Found vào năm 2008. Hai trong 16 bài hát, "Boo" và "You Know (있잖아) (Rock Ver.)", được phát hành như single.

## Background
Growing Up bao gồm 16 bài hát. Bài hát chính của album "Boo" được sáng tác bởi Han Sang-Won, người được biết đến bởi các melody của anh trong các bài hát "On days when I miss you" bởi Park Ji-Hun của V.O.S. và "Don't go, don't go, don't go" bởi Wanted. Bài hát tiếp theo từ album, "You Know (Rock Ver.)" là phiên bản rock của bài hát của IU "You Know", bài hát này nổi tiếng hơn phiên bản original. Bài hát miêu tả một cô gái trẻ khi cô bày tỏ tình cảm của cô với người mà cô say mê.

## MV
Vào ngày 16 tháng 5 năm 2011, MV cho "Boo" và "You Know (있잖아) (Rock ver.)" được phát hành thông qua kênh YouTube chính thức của Loen Entertainment.

## Danh sách bài hát
| CD track list    | CD track list                                                                                | CD track list |
| STT              | Nhan đề                                                                                      | Thời lượng    |
| ---------------- | -------------------------------------------------------------------------------------------- | ------------- |
| 1.               | "Looking At You" (바라보기 Barabogi)                                                         | 3:23          |
| 2.               | "Boo"                                                                                        | 3:23          |
| 3.               | "Pitiful" (가여워 Gayeowo)                                                                   | 3:20          |
| 4.               | "A Dreamer"                                                                                  | 4:15          |
| 5.               | "Every Sweet Day"                                                                            | 3:29          |
| 6.               | "Lost Child" (미아 Mia)                                                                      | 3:42          |
| 7.               | "Four Without Me" (나 말고 넷 Na Malgo Net)                                                  | 3:10          |
| 8.               | "You Know (Feat. Mario)" (있잖 아 Itjana)                                                    | 3:21          |
| 9.               | "Graduation Day" (졸업하는 날 Joreophaneun Nal)                                              | 3:44          |
| 10.              | "Feel So Good"                                                                               | 4:03          |
| 11.              | "Ugly Duckling" (미운 오리 Miun Ori)                                                         | 3:28          |
| 12.              | "Face to Face (After Looking At You)" (마주보기 (바라보기 그 후) Majubogi (Barabogi Geu Hu)) | 3:23          |
| 13.              | "Lost Child (Acoustic Ver.)" (미아 Mia)                                                      | 3:47          |
| 14.              | "You Know (Rock Ver.)" (있잖 아 Itjana)                                                      | 3:10          |
| 15.              | "Boo (Instrumental)"                                                                         | 3:23          |
| 16.              | "Pitiful (Instrumental)" (가여워 Gayeowo)                                                    | 3:20          |
| Tổng thời lượng: | Tổng thời lượng:                                                                             | 56:21         |

## Quảng bá
Vào ngày 23 tháng 4 năm 2009, IU bắt đầu tuần quảng bá đầu tiên thông qua Music Bank của KBS. IU chọn "Hey (있잖아) (Rock version)" như là single tiếp theo của cô và trình diễn bài hát trên các chương trình âm nhạc sau khi quá trình quảng bá cho "Boo" kết thúc.

## Liên kết khác
- IU Official website Lưu trữ ngày 25 tháng 11 năm 2011 tại Wayback Machine